# 我家的男孩们
《我家的男孩们》是2006年美國電視台TBS上首次推出的電視劇。這個節目與芝加哥的女性體育專欄作家合作，女主角由乔丹娜·斯皮罗（Jordana Spiro）扮演，其他角色有她生命中的男人、她的兄弟以及她最好的朋友。该剧于2006年11月28日首播，2010年9月14日第四季完结后停播。

## 資料來源
1. ↑  .   [2018-02-15]. （原始内容存档于2018-02-15）.
2. ↑  .   [2018-02-15]. （原始内容存档于2018-02-15）.
3. ↑  Ausiello, Michael; Patrick, Andy. . The Ausiello Files (Entertainment Weekly). September 14, 2010  [September 14, 2010]. （原始内容存档于January 2, 2013）.